# Уравнения Беккера-Дёринга
Уравнения Беккера-Дёринга (англ. Becker-Döring Equations) —  уравнения, моделирующие динамику коагуляции и фрагментации кластеров идентичных частиц, разработаны в 1935 году немецкими учёными Беккером и Дёрингом. Пишутся в предположении о молекулярном механизме изменения агрегационного числа (то есть, числа молекул в зародыше) {\displaystyle n}  и описывают эволюцию концентраций зародышей {\displaystyle {c_{n}}} во времени. В частности, уравнения Беккера-Дёринга широко используются при описании кинетики мицеллярных систем.

## Молекулярный механизм
Ограничимся рассмотрением неионного однокомпонентного ПАВ. Обозначая через {\displaystyle \{n\}} зародыш, состоящий из {\displaystyle n} молекул ПАВ можем рассматривать такой механизм прямых и обратных переходов:
{\displaystyle \{n\}+\{1\}{\overset {b_{n+1}}{\underset {{a_{n}}{c_{1}}}{\leftrightarrows }}}\{n+1\}\quad n=1,2,...,}
где {\displaystyle {a_{n}}{c_{1}}} - число мономеров ПАВ, поглощаемых агрегатом {\displaystyle \{n\}} за единицу времени (величины {\displaystyle {a_{n}}} могут быть названы скоростями присоединения мономеров), {\displaystyle {b_{n+1}}} – число мономеров ПАВ, испускаемых агрегатом {\displaystyle \{n+1\}} в раствор за единицу времени.

## Уравнения
Уравнения Беккера-Дёринга для концентраций зародышей имеют вид:
{\displaystyle {\begin{array}{l}{\frac {\partial {c_{n}}}{\partial t}}=-\left({{J_{n}}-{J_{n-1}}}\right)\quad n=2,3,...,\\{\frac {\partial {c_{1}}}{\partial t}}=-{J_{1}}-\sum \limits _{k=1}^{\infty }{J_{k}},\end{array}}}
где {\displaystyle {J_{n}}} — потоки вдоль оси чисел агрегации:
{\displaystyle {J_{n}}={a_{n}}{c_{1}}{c_{n}}-{b_{n+1}}{c_{n+1}}.}